# Kevin Puts
Kevin Matthew Puts  (3 de enero de 1972) es un compositor estadounidense, conocido por su ópera The Hours. Fue galardonado con el Premio Pulitzer de Música en 2012 por su primera ópera Silent Night  y con un Premio Grammy en 2023 por su concierto Contact.

## Biografía
Puts nació en St. Louis (Misuri), y creció en Alma (Michigan).  Estudió composición y piano en la Escuela de Música Eastman y en la Universidad de Yale, obteniendo el título de Doctor en Artes Musicales de la Escuela de Música Eastman. Entre sus profesores se encontraban Samuel Adler, Jacob Druckman, David Lang, Christopher Rouse, Joseph Schwantner, Martin Bresnick y, en piano, Nelita True . También estudió en el Festival de Música de Tanglewood con William Bolcom y Bernard Rands .
Fue nombrado compositor residente de la Sinfónica de Fort Worth y recibió un encargo del Festival de Música de Aspen . Su Concierto para violonchelo fue estrenado por Yo-Yo Ma. Las obras de Puts han sido interpretadas por la Sinfónica de St. Louis, la Sinfónica del Pacífico, la Sinfónica de Utah (con Evelyn Glennie como solista de percusión), el Miró Quartet,  y Concertante.  Es un compositor residente frecuente en el Festival de Música Contemporánea de Cabrillo, que le encargó su cuarta sinfonía y su concierto para flauta.
Puts fue profesor asociado de composición en la Universidad de Texas en Austin de 1997 a 2005 y posteriormente se desempeñó como profesor de composición en el Instituto Peabody de la Universidad Johns Hopkins.  Sus estudiantes notables incluyen a Jake Runestad y Viet Cuong.
La ópera Silent Night, con partitura de Puts y libreto de Mark Campbell, fue publicada por Aperto Press en 2011 y estrenada por la Ópera de Minnesota el 12 de noviembre. Puts ganó el Premio Pulitzer de Música anual en 2012, la cita calificó la pieza como "una ópera conmovedora que relata la historia real de un alto el fuego espontáneo (la tregua de Navidad de 1914) entre escoceses, franceses y alemanes durante la Primera Guerra Mundial, mostrando versatilidad de estilo y yendo directo al corazón." 
La ópera de Puts, The Hours, con libreto de Greg Pierce, se presentó por primera vez en forma de concierto en Filadelfia en el Kimmel Center en marzo de 2022, y luego se representó por completo en noviembre de 2022 en el Metropolitan Opera House de Nueva York. Su triple concierto Contact ganó el Premio Grammy 2023 a la Mejor Composición Clásica Contemporánea .

## Premios
- 1992 Premio de composición de la Academia Estadounidense de Artes y Letras
- 2001 Becario Guggenheim [5]
- 1996-1998 Jóvenes artistas de concierto, compositor residente
- 2002 Premio Roma de la Academia Americana de Roma .
- Premios Opera Fund 2008, Ópera de Minnesota: Noche de paz [6]
- Premio Pulitzer de Música 2012 por Noche de paz (libreto de Mark Campbell) [1]
- Premio Grammy 2023 a la mejor composición clásica contemporánea por Contact